# Ulster
Ne doit pas être confondu avec Irlande du Nord.
Pour les articles homonymes, voir Ulster (homonymie).
L'Ulster /ylstɛʁ/ (en anglais : /ˈɞlstə(ɹ)/ ; en irlandais : Ulaidh /ˈul̪ˠəi/ / Cúige Uladh /ˈkuːɟə ˈul̪ˠə/ ; en scots d'Ulster : Ulstèr ; en latin : Ultonia) est l'une des quatre provinces historiques de l'île d'Irlande. La principale ville de la province d'Ulster est Belfast.
Elle est formée de neuf comtés irlandais. Depuis 1922, la province est coupée par la « frontière irlandaise » : trois comtés (Cavan, Donegal et Monaghan) appartiennent à l'État d'Irlande, tandis que les six autres (Antrim, Armagh, Londonderry / Derry, Down, Fermanagh, Tyrone) forment l'Irlande du Nord, nation constitutive du Royaume-Uni.
L’utilisation du mot « Ulster » comme synonyme d’Irlande du Nord est courante chez les unionistes, elle est pourtant seulement partiellement appropriée, puisque ces deux zones ne se recouvrent qu’imparfaitement.

## Toponymie
Le nom « Ulster » a plusieurs origines possibles : le vieux norrois Uladztir, dérivé du nom irlandais Ulaidh et du terme tir (« pays » en irlandais), ou bien de manière similaire il peut s'agir d'une adaptation de Ulaidh suivi du génitif norrois s puis de l'irlandais tir. Il est également possible qu'il s'agisse d'une déformation du Uladh auquel on aurait ajouté le suffixe norrois -ster (signifiant « lieu »), que l'on retrouve dans les Shetland et en Norvège,.
Ulaidh fut historiquement anglicisé en Ulagh ou Ullagh et latinisé en Ulidia ou Ultonia. Ces derniers ont donné les termes anglais Ulidian et Ultonian (« relatif à l'Ulster »).
Le terme irlandais pour quelque chose ou quelqu'un originaire d'Ulster est Ultach, que l'on retrouve dans les noms de famille MacNulty, MacAnulty et Nulty, tous provenant de Mac an Ultaigh (« fils de l'homme d'Ulster »). On utilise en anglais les termes Ullish ou Ulsterman / Ulsterwoman.
L'Irlande du Nord est souvent désignée par le terme Ulster bien qu'elle n'inclut que six des neuf comtés de la province. On retrouve surtout cette acception chez les unionistes irlandais ainsi que par certains médias britanniques,, tandis que certains des nationalistes irlandais contestent cet usage.

## Géographie

### Localisation et superficie
L’Ulster est la province la plus septentrionale de l’Irlande.
L’Ulster est l’une des 4 provinces qui composent l’île d’Irlande. Celle-ci se situe principalement en Irlande du Nord, et est elle-même subdivisée de 9 comtés.
Le point le plus au nord de l'île d'Irlande se situe en Ulster. Il s'agit de Malin Head, dans le comté de Donegal,.
À l'est, la province est séparée de l'île de Grande-Bretagne par le Canal du Nord qui relie l'océan à la Mer d'Irlande. L'Irlande et la Grande-Bretagne sont séparées de 21 km au niveau de Torr Head en Irlande du Nord et du Mull of Kintyre en Écosse.

## Histoire

### Histoire ancienne
La province est occupée depuis l’âge du Bronze.

## Politique et administration

Ulster (en couleur), montrant l'Irlande du Nord (en rose) et la partie en république d'Irlande (en vert).

Les six comtés britanniques relèvent de l'autorité de l'Irlande du Nord.

## Population et société

### Principales villes
| Rang | Nom                    | Comté                        | Population |
| ---- | ---------------------- | ---------------------------- | ---------- |
| 1    | Belfast                | Antrim / Down                | 480 000    |
| 2    | Derry / Londonderry    | Derry / Londonderry          | 105 000    |
| 3    | Lisburn                | Antrim / Down                | 75 000     |
| 4    | Craigavon              | Armagh                       | 65 000     |
| 5    | Bangor                 | Down                         | 58 400     |
| 6    | Ballymena              | Antrim                       | 28 700     |
| 7    | Newtownards            | Down                         | 27 800     |
| 8    | Newry                  | Down                         | 27 400     |
| 9    | Carrickfergus          | Antrim                       | 27 200     |
| 10   | Coleraine              | Derry / Londonderry          | 25 000     |
| 11   | Antrim                 | Antrim                       | 20 000     |
| 12   | Omagh                  | Tyrone                       | 19 800     |
| 13   | Letterkenny            | Donegal                      | 19 600     |
| 14   | Larne                  | Antrim                       | 18 200     |
| 15   | Banbridge              | Down                         | 14 700     |
| 16   | Armagh                 | Armagh                       | 14 500     |
| 17   | Portrush / Portstewart | Antrim / Derry / Londonderry | 14 200     |

### Langue
L'anglais est enseigné dans toutes les écoles de la province. L'irlandais (Gaeilge) est enseigné dans toutes les écoles des comtés faisant partie de la république d'Irlande et dans des écoles d'Irlande du Nord. Dans les réponses au recensement de 2001 en Irlande du Nord, 10 % de la population connaissait « un peu » l'irlandais et 4,7 % pourraient « parler, lire, écrire et comprendre » l'irlandais.
L'irlandais ou gaélique d'Irlande, langue traditionnelle du pays, n'est aujourd'hui plus parlé en Ulster, sauf dans le Donegal, dans une zone appelée Gaeltacht.
Une langue germanique, le scots d'Ulster, proche de l’anglais, est parlée en Ulster.
Les dialectes d'Ulster écossais, parfois connus sous le nom de Ullans (néologisme), sont également parlés dans les comtés de Down, Antrim, Londonderry et Donegal.

## Culture

### Symboles

Main rouge d'Ulster

La main rouge de l'Ulster (bloody hand), figure héraldique formée d'une main dextre appaumée de gueules, généralement posée sur un champ d'argent, est le symbole de l'Ulster.
La main rouge au centre du drapeau est souvent associée à une légende selon laquelle deux rois, en compétition pour revendiquer un territoire, se sont lancés dans une course en barque. Le premier à toucher la terre serait déclaré vainqueur. L’un des rois, voyant qu’il allait perdre, aurait tranché sa propre main et l’aurait jetée sur la rive, revendiquant ainsi la victoire.
Toujours sur le drapeau, la croix de saint Georges fait naturellement référence à l'influence anglaise sur le territoire, mais sur un champ d'or, elle rappelle directement la famille de Bourg, originaire de Normandie dont une partie a historiquement regné sur l'Ulster.

### Sport
La province possède une équipe de rugby, l'Ulster Rugby.